# نيكولا يستراتايفيتش
نيكولا يستراتايفيتش (بالصربية: Никола Јестратијевић) مواليد 9 يوليو 1976 في جمهورية صربيا الاشتراكية، هو لاعب كرة سلة صربي سابق. بدأ مسيرته الاحترافية في سنة 1994. يبلغ طوله 6 قدم 11 بوصة (2.1 م). مثّل منتخب بلاده. شارك في دورة الألعاب الأولمبية الصيفية سنة 2000. اعتزل اللعب في 2007.

## المسيرة الاحترافية
لعب مع نادي ريد ستار لكرة السلة في موسم 1994–1995، ثم لعب مع نادي إف إم بي لكرة السلة من سنة 1996 إلى 1998، ثم لعب مع فيرتوس بالاكانسترو بولونيا في موسم 2000–2001، ثم لعب مع نادي بودوشنوست لكرة السلة في موسم 2001–2002، ثم لعب مع نادي إيه إي كي لكرة السلة في موسم 2002–2003، ثم لعب مع أسفيل باسكت في الدوري الفرنسي في سنة 2003.

## روابط خارجية
- نيكولا يستراتايفيتش على موقع الاتحاد الدولي لكرة السلة (الإنجليزية)
- نيكولا يستراتايفيتش على موقع الدوري الأوروبي لكرة السلة (الإنجليزية)
- نيكولا يستراتايفيتش على موقع كرة السلة الأوروبية.كوم (الإنجليزية)
- نيكولا يستراتايفيتش على موقع ريلجم (الإنجليزية)
- نيكولا يستراتايفيتش على موقع بروبوليرز (الإنجليزية)
- نيكولا يستراتايفيتش على موقع سبورتس رفرنس (الإنجليزية)
- نيكولا يستراتايفيتش على موقع أوليمبيديا (الإنجليزية)